# Wanyan Liang
Wanyan Liang (chinois simplifié : 完颜亮 ; chinois traditionnel : 完顏亮 ; pinyin : wányán liàng, 24 février 1122 – 15 décembre 1161) est un empereur de la Dynastie Jin (1115-1234) sur le trône du 9 janvier 1150 à la fin de ses jours, nommé Jinfei di Hailing shuren (chinois traditionnel : 金废帝海陵庶人 ; pinyin : jīnfèi dì hǎilíng shùrén)，ou encore Roi Hailing (chinois : 海陵王 ; pinyin : hǎilíng wáng).
Après avoir tenté de conquérir le royaume des Song du Sud, il meurt à la fin de la bataille de Caishi, tué par ses propres hommes.